# Odprto prvenstvo ZDA 1990
Odprto prvenstvo ZDA 1990 je teniški turnir za Grand Slam, ki je med 27. avgustom in 9. septembrom 1990 potekal v New Yorku.

## Moški posamično
Pete Sampras :  Andre Agassi, 6–4, 6–3, 6–2

## Ženske posamično
Gabriela Sabatini :  Steffi Graf, 6–2, 7–6(7–4)

## Moške dvojice
Pieter Aldrich /  Danie Visser :  Paul Annacone /  David Wheaton, 6–2, 7–6(7–3), 6–2

## Ženske  dvojice
Gigi Fernández /  Martina Navratilova :  Jana Novotná /  Helena Suková, 6–2, 6–4

## Mešane dvojice
Elizabeth Smylie /  Todd Woodbridge :  Natalija Zverjeva /  Jim Pugh, 6–4, 6–2